# Ripipteryx tricolor
Ripipteryx tricolor är en insektsart som beskrevs av Henri Saussure 1896. Ripipteryx tricolor ingår i släktet Ripipteryx och familjen Ripipterygidae. Inga underarter finns listade i Catalogue of Life.